# 盧斯比 (馬里蘭州)
盧斯比（英語：Lusby）是位於美國馬里蘭州卡爾弗特縣的一個普查規定居民點。

## 人口
根據2020年美國人口普查的數據，盧斯比的面積為9.53平方千米，當中陸地面積為9.10平方千米，而水域面積為0.43平方千米。當地共有人口2072人，而人口密度為每平方千米217.42人。